# Eucalyptus regnans
Eucalyptus regnans là một loài thực vật có hoa trong Họ Đào kim nương. Loài này được F.Muell. mô tả khoa học đầu tiên năm 1870.
Đây là loài bản địa Tasmania và Victoria ở đông nam Australia, một trong các loài thực vật có hoa cao nhất và một trong những cây cao nhất thế giới, chỉ sau Sequoia sempervirens. Cây cao đến 85 m, với mẫu vật còn sống cao nhất, Centurion, cao đến 99,6 mét (327 feet) ở Tasmania. Hoa trắng nở vào mùa thu. 

## Hình ảnh

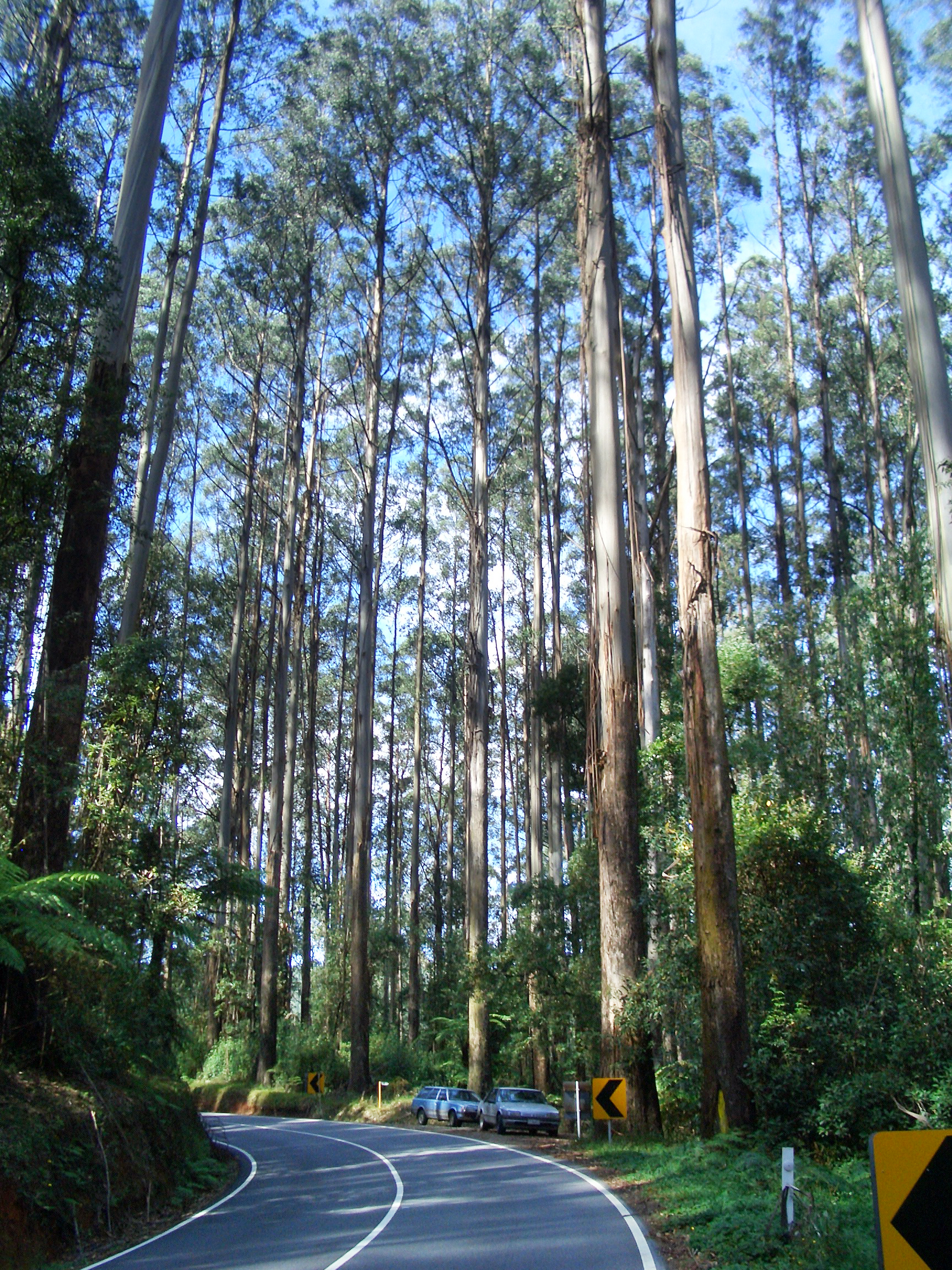
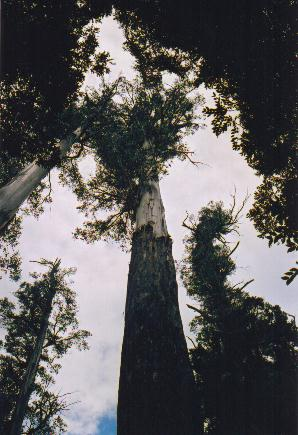
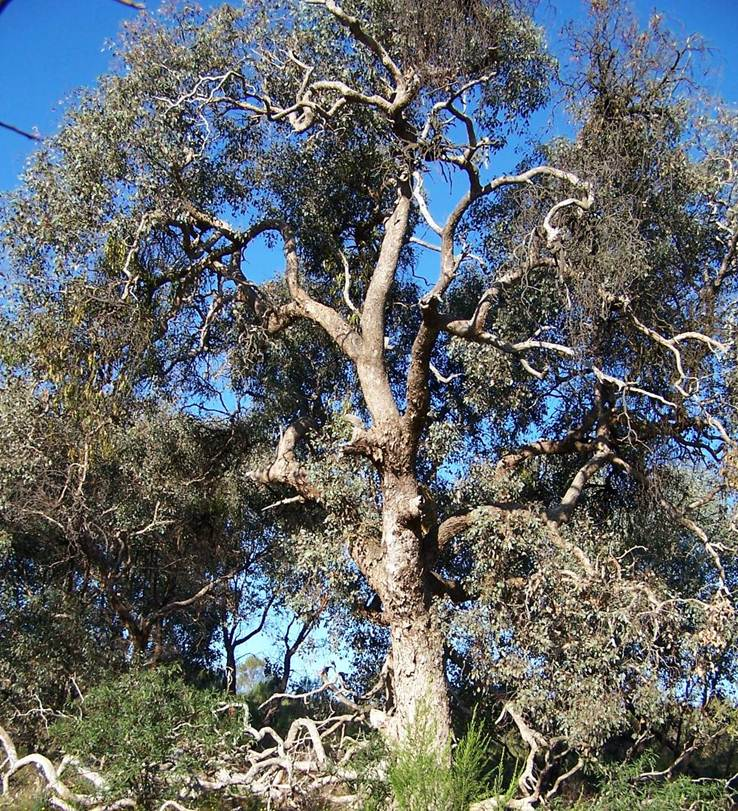
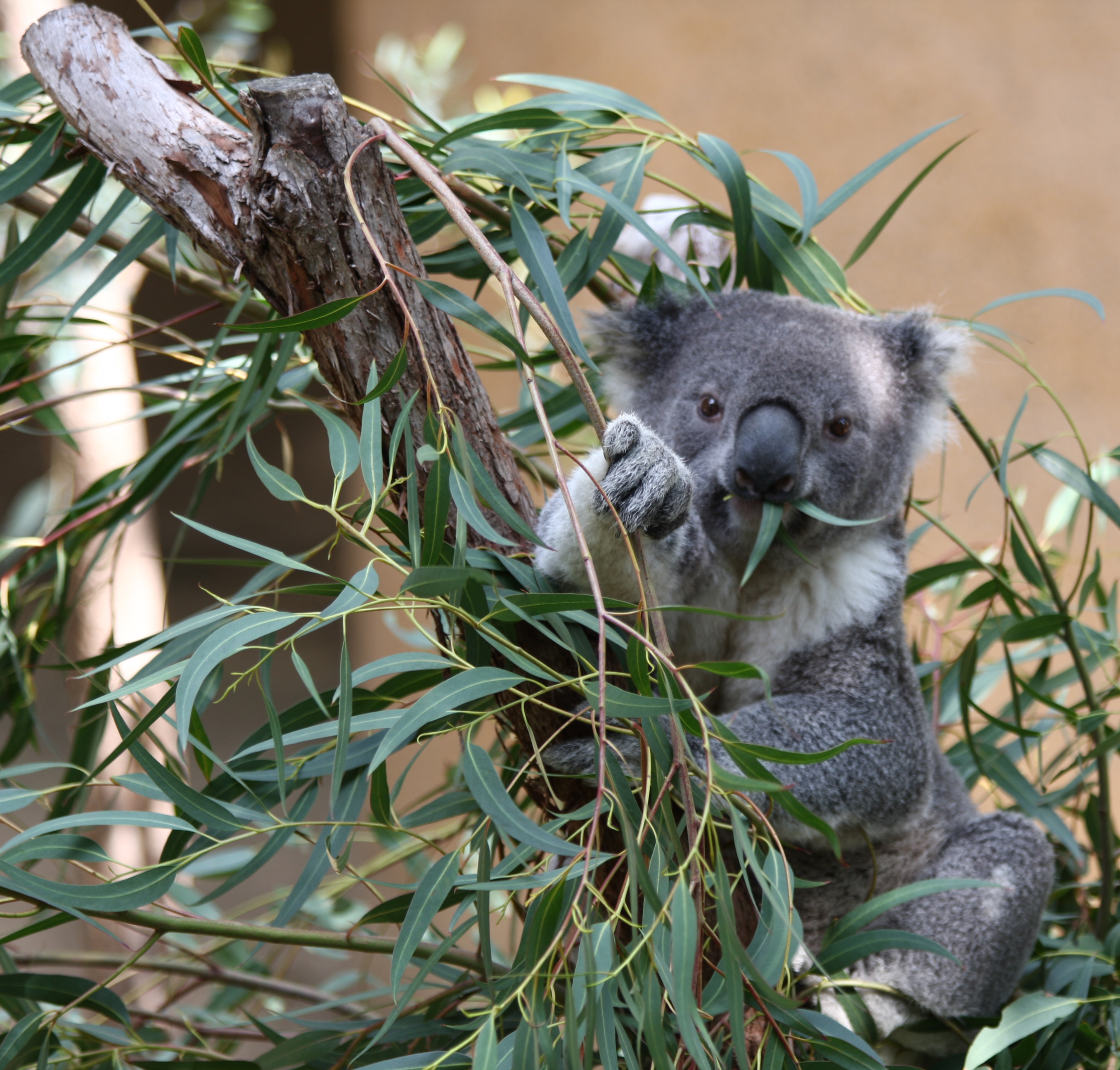